# كوشك (مقاطعة دورود)
كوشك (بالفارسية: کوشک) هي قرية تقع في قسم جان الريفي (مقاطعة دورود) في إيران. يقدر عدد سكانها بـ 76 نسمة بحسب إحصاء 2016.